# Wolnaja Wierszyna
Wolnaja Wierszyna (ros. Вольная Вершина) – wieś (sieło) w Rosji, w obwodzie tambowskim, w rejonie uwarowskim. W 2010 liczyła 511 mieszkańców.